# Kurrichane
Kurrichane est l'ancienne capitale des Hurutsé du groupe Tswana, dans le Transvaal occidental.
Elle fut décrite en 1820 par John Campbell, missionnaire écossais de la London Missionary Society, comme un centre prospère d'environ 16 000 habitants. Située sur le sommet d'une colline, elle était protégée par une enceinte de pierre percée de portes étroites. Les demeures étaient constituées d'une hutte circulaire couverte d'un toit de chaume conique et de bâtiments annexes, le tout situé dans un enclos circulaire ceint d'un mur de pierre pouvant servir d'enclos à bestiaux.
La ville fut détruite par le Mfecane lors des campagnes des Koloko et des Matabélés, et Robert Moffat, un autre missionnaire, n'y vit plus que des ruines en 1829.